# Statuto del Veneto
Lo Statuto del Veneto è la legge fondamentale della Regione del Veneto.
L'attuale Legge fondamentale della Regione, approvata in ottemperanza degli indirizzi della riforma costituzionale del 2001 (art. 123 Cost.), è stata promulgata il 17 aprile del 2012, ed è entrata in vigore il giorno successivo. Il 18 ottobre 2011 il Consiglio regionale del Veneto, IX legislatura, aveva approvato in prima votazione il nuovo Statuto. Tuttavia il documento, per entrare in vigore ha dovuto attendere, per previsione costituzionale, ancora tre mesi dalla seconda votazione, avvenuta l'11 gennaio 2012, in attesa di eventuali iniziative referendarie.
Precedentemente all'entrata in vigore del nuovo Statuto, la Legge fondamentale della Regione era il vecchio Statuto, approvato con Legge n. 340 del 22 maggio 1971.

## Storia

### Statuto del 1971
Sin dalla sua entrata in vigore, nel 1948, la Costituzione della Repubblica Italiana prevedeva l'istituzione dell'ente Regione quale ente autonomo dotato di un proprio Statuto. Tuttavia, il ritardo di approvazione della Legge elettorale regionale per le regioni a statuto ordinario (tra le quali figura il Veneto) avvenuta solo nel 1968, ha comportato un ritardo nell'applicazione di questa norma costituzionale. Le prime elezioni regionali si sono svolte nel 1970, e già l'anno successivo la Regione Veneto si era dotata del suo Statuto, approvato con Legge Regionale n. 340 del 22 maggio 1971, secondo le stringenti statuizioni dell'art. 123 Cost. nella formulazione allora in vigore. Suddiviso il IV titoli (Principi fondamentali; Gli organi della Regione; Le funzioni regionali; La revisione dello Statuto), era composto da sessantaquattro articoli.

### Statuto del 2012
Tra il 1999 e il 2001 il Parlamento nazionale ha approvato una serie di riforme al Titolo V della Costituzione, volte a modificare in senso autonomista il complesso di poteri e competenze in capo agli enti locali (Legge Costituzionale 31 gennaio 2001, n. 2). In particolare, alle Regioni viene assicurata potestà legislativa in tutte le materie non assegnate dalla Carta stessa allo Stato (come competenza assoluta o concorrente). Le regioni dovranno dotarsi, tramite Legge regionale, di un nuovo Statuto che "in armonia con la Costituzione, ne determina la forma di governo e i principi fondamentali di organizzazione e funzionamento" (art. 123 Cost. secondo la nuova formulazione). Pur tra mille difficoltà e dispute risolte e chiarite a più riprese dalla Corte Costituzionale, a partire dal 2004 le Regioni italiane iniziarono a dotarsi ciascuna del proprio Statuto secondo la volontà del legislatore costituzionale.
Per quanto riguarda il Veneto, la prima proposta di Statuto risale al 27 ottobre 2000, recante la firma dell'allora Presidente della Regione Giancarlo Galan. Tuttavia sia questo tentativo, sia il successivo, cinque anni dopo, fallirono. Si deve aspettare la IX legislatura per poter vedere la situazione sbloccarsi. Delle quattro proposte giunte in Consiglio (presentate, rispettivamente, da Unione di Centro, Popolo della Libertà e Lega Nord, Partito Democratico e Italia dei Valori) la Commissione Statuto produce una sintesi unitaria licenziata il 1º agosto 2011. Il 18 ottobre 2011, alle ore 18.31, il nuovo Statuto della Regione Veneto viene approvato dal Consiglio Regionale all'unanimità in prima votazione. Per l'approvazione in seconda deliberazione invece si dovrà aspettare l'11 gennaio del 2012. Il successivo 4 febbraio, tuttavia, il governo Monti annuncia di voler impugnare dinanzi alla Corte costituzionale lo Statuto per contrasto tra il comma IV dell'art. 30 sull'autonomia finanziaria e l'articolo 119 comma II della Costituzione, scatenando, tra l'altro, le vivaci proteste della maggioranza regionale. A seguito però di un chiarimento tra il presidente della Regione Zaia e il presidente del Consiglio Monti avvenuto l'8 febbraio, il Governo rinuncerà all'intento avendo ottenuto dalla Giunta la promessa che alla prima occasione utile il comma incriminato verrà modificato specificando l'obbligo del rispetto da parte del bilancio regionale dei vincoli e dei principi di coordinamento della finanza pubblica.

## Caratteristiche

### Composizione e struttura
Il testo in vigore dal 2012 è composto da sessantacinque articoli, uno in più rispetto al testo del 1971. Questi sono divisi in tre Titoli:
- TITOLO I - Il Veneto (articoli 1-31), suddiviso in VI Capi;
- TITOLO II - La Regione del Veneto (articoli 32-63), suddiviso in III Capi;
- TITOLO III - Disposizioni finali (articoli 64 e 65).

### Titolo I - Il Veneto

#### Capo I - I Principi
Capo comprendente gli artt. 1-10; dopo aver delineato l'estensione geografica dell'Ente, enumera alcuni principi che informano la Regione:
- Principio di autogoverno del popolo veneto (art. 2);
- Principio dell'autonomia della Regione del Veneto e degli enti locali (art. 3);
- Principio comunitario (art.4).

L'art. 5 descrive i principi fondamentali cui si ispira la Regione (rispetto dei diritti inviolabili; principio personalista; principio di sussidiarietà; principio di laicità; principio di uguaglianza; principio pacifista, ecc.).
L'art. 6 delinea i diritti e gli obiettivi delle politiche regionali (vita; famiglia; pari opportunità; istruzione; pluralismo, ecc.).
I rimanenti articoli enunciano rispettivamente i principi di responsabilità (art. 7), tutela del patrimonio culturale e ambientale (art. 8), partecipazione (art. 9), e libera iniziativa economica (art. 10).

#### Capo II - Il sistema veneto
Capo comprendente gli artt. 11-18; descrive l'articolazione e il coordinamento territoriale della Regione con gli altri Enti Locali:
- nel riparto delle funzioni amministrative (art. 11);
- nell'esercizio associato delle funzioni (art. 12);
- nei livelli minimi regionali di efficienza delle funzioni amministrative (art. 13);
- nelle funzioni metropolitane (art.14);
- nelle specificità delle singole comunità, dei territori montani e della Provincia di Belluno (art. 15);
- nell'esercizio del potere sostitutivo (art. 17).

L'art. 16 istituisce il Consiglio delle autonomie locali, mentre l'art. 18 si occupa dei rapporti internazionali, con l'Unione europea e interregionali.

#### Capo III - Autonomia legislativa e regolamentare
Capo comprendente gli artt. 19-24; descrive le modalità di esercizio delle potestà legislativa e regolamentare da parte della Regione.
- Distribuzione delle funzioni tra Regione ed Enti Locali (art. 19);
- Iniziativa legislativa e regolamentare (art. 20);
- Procedimento legislativo e regolamentare (art. 21);
- Partecipazione delle organizzazioni dell'economia e del lavoro (art. 22);
- Qualità e impatto delle leggi (art. 23);
- Promulgazione (art.24).

#### Capo IV - Referendum
Capo comprendente gli artt. 25-27; descrive le modalità di esercizio dell'istituto referendario, sia esso abrogativo (art. 26), sia consultivo (art. 27).

#### Capo V - Autonomia amministrativa
Capo comprendente gli artt. 28 e 29; il primo indica i principi dell'attività amministrativa, il secondo descrive l'attività d'indirizzo e di governo.

#### Capo VI - Autonomia finanziaria
Capo comprendente gli artt. 30 e 31; il primo indica i principi che regolano l'esercizio dell'autonomia finanziaria, il secondo i diritti e doveri del contribuente.

### TITOLO II - La Regione del Veneto
L'art. 32 elenca gli organi di governo della Regione:
- il Consiglio regionale;
- il Presidente della Giunta regionale;
- la Giunta regionale.

#### Capo I - Il Consiglio regionale
Capo comprendente gli artt. 33-50; nell'ordine, dell'organo legislativo regionale sono elencate:
- le funzioni (art. 33);
- l'elezione e composizione (art. 34);
- l'insediamento (art. 35);
- l'ufficio di presidenza (art. 36).

Quindi passa a trattare dei consiglieri regionali:
- la convalida delle elezioni (art. 37);
- mandato, diritti, doveri (art. 38);
- le prerogative (art. 39).

Gli artt. 40 e 41 trattano del presidente del Consiglio e dell'Ufficio di Presidenza; l'art. 42 dei gruppi consiliari. Quindi, passa a trattare delle commissioni consiliari:
- istituzione, composizioni, norme generali (art. 43);
- funzioni (art. 44);
- funzioni d'inchiesta delle commissioni (art. 45).

Gli ultimi articoli regolano l'autonomia del Consiglio (art. 46), le funzioni di opposizione (art. 47), il regolamento (art.48), la convocazione e le sedute (art. 49 e 50).

#### Capo II - Il Presidente della Giunta e la Giunta regionale
Capo comprendente gli artt. 51-55; tratta del Presidente della Giunta regionale, organo di vertice della Regione tutta, e della Giunta. Curioso notare che, nonostante un'impostazione istituzionale di impianto sostanzialmente presidenzialista, lo Statuto abbia voluto, al pari della Costituzione, trattare prima l'organo legislativo e successivamente l'esecutivo.
Dopo aver descritto la carica del Presidente ponendo i principi e le norme generali (art. 51) e delimitandone le funzioni (art. 52), tratta della Giunta, sempre con il solito schema, principi e norme generali (art. 53) e funzioni (art. 54); quindi, con l'art. 55 pone le norme per la cessazione dalla carica di Presidente della Giunta regionale.

#### Capo III - Il bilancio e l'organizzazione
Capo comprendente gli artt. 56-63; tratta in primo luogo del bilancio dell'Ente:
- bilancio e patrimonio della Regione, norme e principi generali (art. 56);
- rendiconto della Regione (art. 57).

Quindi passa a normare i principi dell'organizzazione regionale (art. 58), il controllo interno dell'attività amministrativa (art. 59) e la costituzione di enti e società regionali (rispettivamente artt. 60 e 61).
Gli ultimi due articoli si occupano della Commissione di garanzia statutaria (art. 62) e del Garante regionale dei diritti della persona (art. 63).

### TITOLO III - Disposizioni finali
Nei due articoli finali, lo Statuto chiarisce che l'uso del genere maschile per indicare i soggetti titolari di diritti è da intendersi riferito ad entrambi i generi (art. 64), e stabilisce l'entrata in vigore dello stesso il giorno successivo alla data di pubblicazione (art. 65).